# Neil Magny
Aoutneil "Neil" Magny (Nova Iorque, 3 de agosto de 1988) é um lutador estadunidense de artes marciais mistas que atualmente compete na categoria peso-meio-médio do Ultimate Fighting Championship. Magny foi um dos participantes do The Ultimate Fighter: Team Carwin vs. Team Nelson.

## Carreira no MMA
Magny iniciou no MMA profissional contra Nolan Norwood no C3 Fights. Magny venceu a luta por finalização (kimura) na metade do segundo round. Após alguns meses, Magny voltou a lutar pelo C3 Fights contra Nate Pratt, vencendo a luta por decisão unânime. Três semanas após sua segunda vitória, Magny viajou para Indiana para lutar no Cut Throat MMA no card do dia 6 de novembro. Magny venceu Lawrence Dunning por nocaute técnico.
Magny venceu mais duas lutas, obtendo um cartel de 6-0, antes de competir pelo Combat USA's Wisconsin vs. Illinois championship. Magny venceu no primeiro round o lutador Quartus Stitt, natural de Illinois, por finalização (triângulo). A vitória levou Magny para a final na categoria Meio-Médio. A final foi em julho de 2011, Magny enfrentou Andrew Trace. Magny perdeu por finalização, anotando assim sua primeira derrota em seu cartel.
Magny realizou mais uma luta antes de ser convidado para participar do The Ultimate Fighter.

### The Ultimate Fighter
Magny foi selecionado para ser um dos lutadores do The Ultimate Fighter: Team Carwin vs. Team Nelson. Ele venceu a luta eliminatória contra Frank Camacho, por decisão. Magny foi o quarto lutador escolhido do time de Shane Carwin.
Na primeira luta da temporada, Magny foi selecionado para enfrentar outro especialista em jiu-jitsu, Cameron Diffley. Magny dominou toda a luta e venceu por decisão unânime.
Magny foi selecionado para o seu parceiro de equipe e veterano do Strikeforce, Bristol Marunde pelas quartas de final. Após dois rounds, Magny foi declarado vencedor por decisão unânime.
Magny enfrentou Mike Ricci nas semi-finais e perdeu por nocaute após Ricci acertá-lo uma cotovelada no primeiro round.

### Ultimate Fighting Championship
Magny fez sa estreia no UFC contra Jon Manley em 23 de feveiro de 2013 no UFC 157. Ele venCeu por decisão unânime.
Magny enfrentou Sérgio Moraes no UFC 163. Magny perdeu por finalização após Serginho encaixar um triângulo na montada no primeiro round.
Magny enfrentou Seth Baczynski em novembro de 2013 no UFC: Fight for the Troops 3. Ele perdeu por decisão unânime.
Magny enfrentou o estreante Gasan Umalatov em 2 de Fevereiro de 2014 no UFC 169. Magny venceu por decisão unânime.
Magny era esperado para enfrentar William Macario no UFC Fight Night: Brown vs. Silva. No entanto, Macario foi removido do card após uma lesão e foi substituído por Tim Means. Magny venceu por decisão unânime.
Magny era esperado para enfrentar Cláudio Henrique da Silva em junho de 2014 no UFC Fight Night: Te-Huna vs. Marquardt. Porém, da Silva foi forçado a se retirar do card após sofrer uma lesão e foi substituído pelo estreante Rodrigo Goiana de Lima. Depois de passar a maior parte do primeiro round se defendendo dos ataques de Rodrigo e das tentativas de finalização no chão, Magny venceu a luta por nocaute técnico no segundo round depois de acertar Rodrigo com socos durante todo o round.
Magny enfrentou Alex Garcia no dia 23 de agosto de 2014 no UFC Fight Night: Henderson vs. dos Anjos. Ele venceu por decisão unânime em uma decisão muito controversa.
Ele enfrentou brasileiro William Macario em 25 de Outubro de 2014 no UFC 179, no Rio de Janeiro e venceu por nocaute técnico no terceiro round.
Magny era esperado para enfrentar o ex-desafiante Josh Koscheck em 28 de Fevereiro de 2015 no UFC 184. No entanto, o UFC resolveu colocar Jake Ellenberger no lugar dele.
Magny enfrentou o japonês Kiichi Kunimoto em 14 de Fevereiro de 2015 no UFC Fight Night: Henderson vs. Thatch. Ele venceu a luta por finalização com um mata leão e ainda faturou o bônus de Performance da Noite.
Magny enfrentou Hyun Gyu Lim em 16 de Maio de 2015 no UFC Fight Night: Edgar vs. Faber e saiu da luta vencedor por nocaute técnico.
Sua luta seguinte foi contra Demian Maia em 1 de Agosto de 2015 no UFC 190 e foi derrotado por finalização com um mata leão, encerrando sua boa sequência de vitórias. Dias após sua derrota para Maia, Magny foi colocado para substituir Rick Story e enfrentar Erick Silva em 23 de Agosto de 2015 no UFC Fight Night: Holloway vs. Oliveira, e ele venceu por decisão dividida.
Magny substituiu o compatriota Matt Brown, e enfrentou o vencedor do TUF 17 Kelvin Gastelum na luta principal do evento em 21 de Novembro de 2015 no The Ultimate Fighter: América Latina 2 Finale. Magny venceu a luta por decisão dividida.
Magny enfrentou o cubano Hector Lombard em 19 de Março de 2016 no UFC Fight Night: Hunt vs. Mir. Após um combate muito intenso dos lutadores, Magny reagiu no terceiro round e impôs seu ritmo para vencer seu adversário por nocaute técnico, sua atuação lhe rendeu o bônus de Performance da Noite.
Magny foi escalado para enfrentar o compatriota Lorenz Larkin em 20 de Agosto de 2016 no UFC 202: Diaz vs. McGregor II.

## Cartel no MMA
| Cartel no MMA   |             |            |
| 33 lutas        | 25 vitórias | 8 derrotas |
| Por nocaute     | 7           | 2          |
| Por finalização | 3           | 4          |
| Por decisão     | 15          | 2          |

| Res.    | Cartel | Oponente             | Método                             | Evento                                   | Data       | Round | Tempo | Local                   | Notas                 |
| ------- | ------ | -------------------- | ---------------------------------- | ---------------------------------------- | ---------- | ----- | ----- | ----------------------- | --------------------- |
| Vitória | 25-8   | Geoff Neal           | Decisão (unânime)                  | UFC on ESPN: Rodriguez vs. Waterson      | 08/05/2021 | 3     | 5:00  | Las Vegas, Nevada       |                       |
| Derrota | 24-8   | Michael Chiesa       | Decisão (unânime)                  | UFC on ESPN: Chiesa vs. Magny            | 20/01/2021 | 5     | 5:00  | Abu Dhabi               |                       |
| Vitória | 24-7   | Robbie Lawler        | Decisão (unânime)                  | UFC Fight Night: Smith vs. Rakić         | 29/08/2020 | 3     | 5:00  | Las Vegas, Nevada       |                       |
| Vitória | 23-7   | Anthony Rocco Martin | Decisão (unânime)                  | UFC 250: Nunes vs. Spencer               | 06/06/2020 | 3     | 5:00  | Las Vegas, Nevada       |                       |
| Vitória | 22-7   | Li Jingliang         | Decisão (unânime)                  | UFC 248: Adesanya vs. Romero             | 07/03/2020 | 3     | 5:00  | Las Vegas, Nevada       |                       |
| Derrota | 21-7   | Santiago Ponzinibbio | Nocaute (soco)                     | UFC Fight Night: Magny vs. Ponzinibbio   | 17/11/2018 | 4     | 2:36  | Buenos Aires            |                       |
| Vitória | 21-6   | Craig White          | Nocaute Técnico (joelhada e socos) | UFC Fight Night: Thompson vs. Till       | 27/05/2018 | 1     | 4:32  | Liverpool               |                       |
| Vitória | 20-6   | Carlos Condit        | Decisão (unânime)                  | UFC 219: Cyborg vs. Holm                 | 30/12/2017 | 3     | 5:00  | Las Vegas, Nevada       |                       |
| Derrota | 19-6   | Rafael dos Anjos     | Finalização (katagatame)           | UFC 215: Nunes vs. Shevchenko II         | 09/09/2017 | 1     | 3:43  | Edmonton, Alberta       |                       |
| Vitória | 19-5   | Johny Hendricks      | Decisão (unânime)                  | UFC 207: Nunes vs. Rousey                | 30/12/2016 | 3     | 5:00  | Las Vegas, Nevada       |                       |
| Derrota | 18-5   | Lorenz Larkin        | Nocaute Técnico (cotoveladas)      | UFC 202: Diaz vs. McGregor II            | 20/08/2016 | 1     | 4:08  | Las Vegas, Nevada       |                       |
| Vitória | 18-4   | Hector Lombard       | Nocaute Técnico (socos)            | UFC Fight Night: Hunt vs. Mir            | 19/03/2016 | 3     | 0:46  | Brisbane                | Performance da Noite. |
| Vitória | 17-4   | Kelvin Gastelum      | Decisão (dividida)                 | TUF América Latina 2 Finale              | 21/11/2015 | 5     | 5:00  | Monterrey               | Luta da Noite.        |
| Vitória | 16-4   | Erick Silva          | Decisão (dividida)                 | UFC Fight Night: Holloway vs. Oliveira   | 23/08/2015 | 3     | 5:00  | Saskatoon, Saskatchewan |                       |
| Derrota | 15-4   | Demian Maia          | Finalização (mata leão)            | UFC 190: Rousey vs. Correia              | 01/08/2015 | 2     | 2:52  | Rio de Janeiro          |                       |
| Vitória | 15-3   | Hyun Gyu Lim         | Nocaute Técnico (socos)            | UFC Fight Night: Edgar vs. Faber         | 16/05/2015 | 2     | 1:24  | Manila                  | Performance da Noite. |
| Vitória | 14-3   | Kiichi Kunimoto      | Finalização (mata leão)            | UFC Fight Night: Henderson vs. Thatch    | 14/02/2015 | 3     | 1:22  | Broomfield, Colorado    | Performance da Noite. |
| Vitória | 13-3   | William Macario      | Nocaute Técnico (socos)            | UFC 179: Aldo vs. Mendes II              | 25/10/2014 | 3     | 2:40  | Rio de Janeiro          |                       |
| Vitória | 12-3   | Alex Garcia          | Decisão (unânime)                  | UFC Fight Night: Henderson vs. dos Anjos | 23/08/2014 | 3     | 5:00  | Tulsa, Oklahoma         |                       |
| Vitória | 11–3   | Rodrigo de Lima      | Nocaute Técnico (socos)            | UFC Fight Night: Te-Huna vs. Marquardt   | 28/06/2014 | 2     | 2:32  | Auckland                |                       |
| Vitória | 10–3   | Tim Means            | Decisão (unânime)                  | UFC Fight Night: Brown vs. Silva         | 10/05/2014 | 3     | 5:00  | Cincinnati, Ohio        |                       |
| Vitória | 9–3    | Gasan Umalatov       | Decisão (unânime)                  | UFC 169: Barão vs. Faber II              | 01/02/2014 | 3     | 5:00  | Newark, New Jersey      |                       |
| Derrota | 8–3    | Seth Baczynski       | Decisão (unânime)                  | UFC: Fight for the Troops 3              | 06/11/2013 | 3     | 5:00  | Fort Campbell, Kentucky |                       |
| Derrota | 8–2    | Sérgio Moraes        | Finalização (triângulo)            | UFC 163: Aldo vs. Korean Zombie          | 03/08/2013 | 1     | 3:13  | Rio de Janeiro          |                       |
| Vitória | 8–1    | Jon Manley           | Decisão (unânime)                  | UFC 157: Rousey vs. Carmouche            | 23/02/2013 | 3     | 5:00  | Anaheim, California     | Estréia no UFC.       |
| Vitória | 7–1    | Daniel Sandmann      | Decisão (unânime)                  | Hoosier Fight Club 10                    | 11/02/2012 | 3     | 5:00  | Valparaiso, Indiana     |                       |
| Derrota | 6–1    | Andrew Trace         | Finalização (guilhotina)           | Combat USA 30                            | 21/07/2011 | 1     | 3:10  | Oshkosh, Wisconsin      |                       |
| Vitória | 6–0    | Quartus Stitt        | Finalização (triângulo)            | Combat USA 27                            | 14/05/2011 | 2     | 0:38  | Racine, Wisconsin       |                       |
| Vitória | 5–0    | Kevin Nowaczyk       | Decisão (unânime)                  | Hoosier Fight Club 7                     | 09/04/2011 | 3     | 5:00  | Valparaiso, Indiana     |                       |
| Vitória | 4–0    | Darion Terry         | Nocaute Técnico (socos)            | Rumble Time Promotions 7                 | 19/11/2010 | 3     | 2:13  | St. Charles, Missouri   |                       |
| Vitória | 3–0    | Lawrence Dunning     | Nocaute Técnico (socos)            | Cut Throat MMA 1                         | 06/11/2010 | 2     | 3:09  | Hammond, Indiana        |                       |
| Vitória | 2–0    | Nate Pratt           | Decisão (unânime)                  | C3 Fights 6                              | 22/10/2010 | 3     | 5:00  | Newkirk, Oklahoma       |                       |
| Vitória | 1–0    | Nolan Norwood        | Finalização (kimura)               | C3 Fights 5                              | 07/08/2010 | 2     | 2:44  | Newkirk, Oklahoma       |                       |